# Et vogue le navire…
Pour plus de détails, voir Fiche technique et Distribution.
Et vogue le navire… (titre original : E la nave va) est un film franco-italien réalisé par Federico Fellini. Sa première eut lieu à la Mostra de Venise le 10 septembre 1983.

## Synopsis
Juillet 1914. Ce que le monde de l'art lyrique, de la musique et de ses amateurs compte de plus illustre (ainsi qu'un rhinocéros) embarque à bord du paquebot Gloria N. pour accompagner les cendres de la cantatrice Edmée Tetua qui doivent être dispersées au large de son île natale.
Les trois premiers jours de la croisière se déroulent sans incidents notables, entre jeux musicaux et caprices de divas, mais la situation politique fait soudain irruption dans cet univers protégé lorsque des réfugiés serbes sont recueillis en mer. Même si au départ l'opposition entre les artistes privilégiés et les pauvres réfugiés est source de tensions, l'amour de la musique finira par rapprocher les passagers du navire.
Mais un cuirassé autrichien réclame que lui soient remis les Serbes, parmi lesquels se trouvent des terroristes recherchés, ce que les passagers du Gloria N. refusent. La présence à bord du paquebot de l'archiduc d'Autriche permet de différer la crise le temps de procéder à la cérémonie de dispersion des cendres de la diva, puis l'archiduc, sa suite, et les Serbes montent dans des barques pour rejoindre le cuirassier. Mais un jeune terroriste envoie un cocktail Molotov qui met littéralement le feu aux poudres et déclenche des tirs de canons. Les deux navires sont coulés, dans un final mêlant opéra (les participants à la catastrophe évacuent le Gloria N. en chantant), évocation des évènements déclencheurs de la première guerre mondiale, naufrage d'un monde artistique raffiné et décadent face à la brutalité de la politique, et évocation de la magie du cinéma (le naufrage se termine par un travelling arrière montrant les décors et l'équipe en plein tournage).
Le film est conclu par le journaliste qui faisait office de narrateur, qui trouvera refuge dans une barque avec le rhinocéros. Le sort des autres passagers restera incertain.

## Fiche technique
- Titre original : E la nave va
- Titre français : Et vogue le navire...
- Réalisation : Federico Fellini
- Scénario : Federico Fellini, Tonino Guerra
- Textes d’opéra : Andrea Zanzotto
- Direction artistique : Dante Ferretti
- Décors : Dante Ferretti
- Costumes : Maurizio Plenizio
- Photographie : Giuseppe Rotunno
- Son : Tommaso Quattrini
- Montage : Ruggero Mastroianni
- Musique : Gianfranco Plenizio
- Chorégraphie : Leonetta Bentivoglio
- Production : Franco Cristaldi
- Production associée : Aldo Nemni
- Directeurs de production : Lucio Orlandini, Georges Dybman
- Production déléguée : Pietro Notarianni
- Sociétés de production : 
  -  Vides Produzione, Radiotelevisione Italiana
  -  Gaumont, Films A2
- Société de distribution : Gaumont
- Pays d'origine :  Italie,  France
- Langue originale : italien
- Format : couleur (Eastmancolor) et noir et blanc — 35 mm — 1,85:1 — son Mono
- Genre : drame, historique, film musical
- Durée : 128 minutes
- Dates de sortie : 
  - Italie : 10 septembre 1983 (Mostra de Venise) ; 7 octobre 1983 (sortie nationale)
  - France : 4 janvier 1984

## Distribution

### Acteurs
- Freddie Jones (VF : Jean-Pierre Cassel) : Orlando
- Barbara Jefford : Ildebranda Cuffari
- Victor Poletti (VF : Serge Sauvion) : Aureliano Fuciletto
- Peter Cellier (VF : Raymond Gérôme) : sir Reginald Dongby
- Elisa Mainardi : Teresa Valegnani
- Norma West : lady Violet Dongby
- Paolo Paoloni (VF : Bernard Dhéran) : Albertini, le chef d’orchestre
- Sarah Jane Varley (VF : Céline Monsarrat) : Dorotea
- Fiorenzo Serra : le grand-duc de Harzock
- Pina Bausch : la princesse Lherimia
- Pasquale Zito (VF : Daniel Mesguich) : le comte Bassano
- Janet Suzman : Edmea Tetua
- Linda Polan : Ines Ruffo Saltini Ione
- Philip Locke (en) : le premier ministre
- Jonathan Cecil : Ricotin
- Maurice Barrier (VF : lui-même) : Ziloev
- Fred Williams (VF : Claude Giraud) : Sebastiano Lepori
- Elisabeth Kaza : la productrice
- Colin Higgins (VF : Michel Paulin) : le chef de la police
- Umberto Zuanelli (VF : Maurice Chevit) : le premier Maestro Rubetti
- Vittorio Zarfati (VF : Alfred Pasquali) : le second Maestro Rubetti
- Ugo Fangareggi : le barman
- Antonio Vezza (VF : Pierre Hatet) : le commandant du navire
- Franco Angrisano : le cuisinier
- Franco Ressel : le médecin
- Alessandro Partexano (VF : Igor de Savitch) : l'officier
- Umberto Baroni : Scala
- Claudio Ciocca : le deuxième du bord
- Luigi Uzzo : le troisième du bord
- Domenico Pertica (VF : René Renot) : le pasteur
- Ginestra Spinola : la cousine d'Edmea
- Aisha Bragadin : l'épouse de Lepori
- Franca Maresa : la mère de Dorotea
- Roberto Caporali : le père de Dorotea
- Jean Schlegel (VF : Sady Rebbot) : le surintendant
- Roger de Bellegarde (VF : André Valmy) : le général
- Wolf Gaudlitz : le secrétaire de Ildebranda
- Salvatore Omnis (VF : Philippe Dumat) : le maître de chant
- Cecilia Cerocchi : l'épouse du surintendant
- Johna Mancini : le secrétaire du surintendant
- Salvatore Calabrese : le banquier
- Francesco Maselli : le gardien du rhinocéros

### Chanteurs
- Mara Zampieri : Ildebranda Cuffari
- Elisabeth Norbeg Schulz : Ines Ruffo Saltini et premier soprano serbe
- Nucci Condo : Teresa Valegnani
- Giovanni Bavaglio : Aureliano Fuciletto
- Carlo Di Giacomo : Sebastiano Lepori
- Boris Carmeli : Ziloev
- Bernadette Lucarini : second soprano serbe
- Bruno Beccaria : Ténor serbe

## Accueil
« Décors et costumes minutieusement fidèles à l'époque. Images somptueuses. Récit d'intensité inégale mais de constante qualité. Interprétation à la hauteur des personnages. Le tout mis en œuvre par Federico Fellini, réalisateur virtuose, puissant ironiste et seul maître à bord. Une force de la mâture. »

— Jean-Paul Grousset, Le Canard enchaîné, 11 janvier 1984

« D’emblée le film, mi-rêve mi-opéra, mi-nostalgique mi-satirique, s’annonce comme un voyage totalement fantastique au pays qui n’existe que dans l’univers fellinien (…). Il y a, c’est simple, et si compliqué, Fellini, tel qu’en lui-même. Déconcertant, voire fumeux, imprévisible, ennuyeux presque dans ses redites et pourtant, encore, ici surtout, étrangement fascinant. »

— Annie Coppermann, Les Échos, 4 janvier 1984

« Seuls les admirateurs inconditionnels de l’auteur de La Strada peuvent parler de "Et vogue le navire" en termes de chef d’œuvre. Et pourtant, toute la première partie est magnifique et le départ pour une longue croisière du fabuleux Gloria N. (…) est un grand moment de cinéma baroque, brillant, poétique, en un mot, fellinien. Mais ce long voyage tombe vite dans un excès de stylisation et les allégories se précipitent, dans un désordre qui se veut créateur mais qui, sur plus de deux heures, devient surtout incohérent. De ce trop long voyage subsistent quelques moments admirables, trop rares, et noyés sous le flot. »

— L'Événement du jeudi, 2 janvier 1984

« Fellini lui-même serait sans doute bien incapable d’entrer dans le détail des significations multiples de tel personnage, de telle scène. Mais le plus évident, c’est l’imagination du cinéaste. Il donne constamment la joie de voir des images d’une beauté et d’une originalité profondes. »

— Robert Chazal, France-Soir, 5 janvier 1984

« Très beau, mais aussi très froid et très triste, "E la nave va", à deux ou trois exceptions près (…), se fige dans la caricature, s’enlise dans le symbole, se laisse prendre au piège de sa propre glaciation. La mort a trop bien accompli son œuvre. C’est un film que l’on a envie de délivrer. »

— Claude Sartirano, L'Humanité Dimanche, 6 janvier 1984

« D’où vient la relative déception devant le film ? Ou plutôt : pourquoi la déception, qui est un des grands sujets felliniens, est elle-même décevante ? Les grands films de Fellini sont en général ceux où il escamote en cours de route et le sujet noble du fil met sa matière triviale. Escamoter n’est ni montrer, ni démontrer, mais c’est tout l’art de Fellini. Or dans "E la nave va", l’unité de lieu finit par se retourner contre Fellini, l’empêchant de trouver des lignes de fuite, le privant d’ironie. Prestidigitateur sans chapeau et sans sourire, soudain obligé de gérer la lourdeur (en argent et en signification) du film-galère, danseur ankylosé qui, à force de chercher en tout le détail qui tue, filme « tout au détail » et ne surmonte pas la peur de couler avec l’ensemble. »

— Serge Daney, Libération, 12 septembre 1983